# St. Wendel und Hl. Kreuz (Bettenfeld)

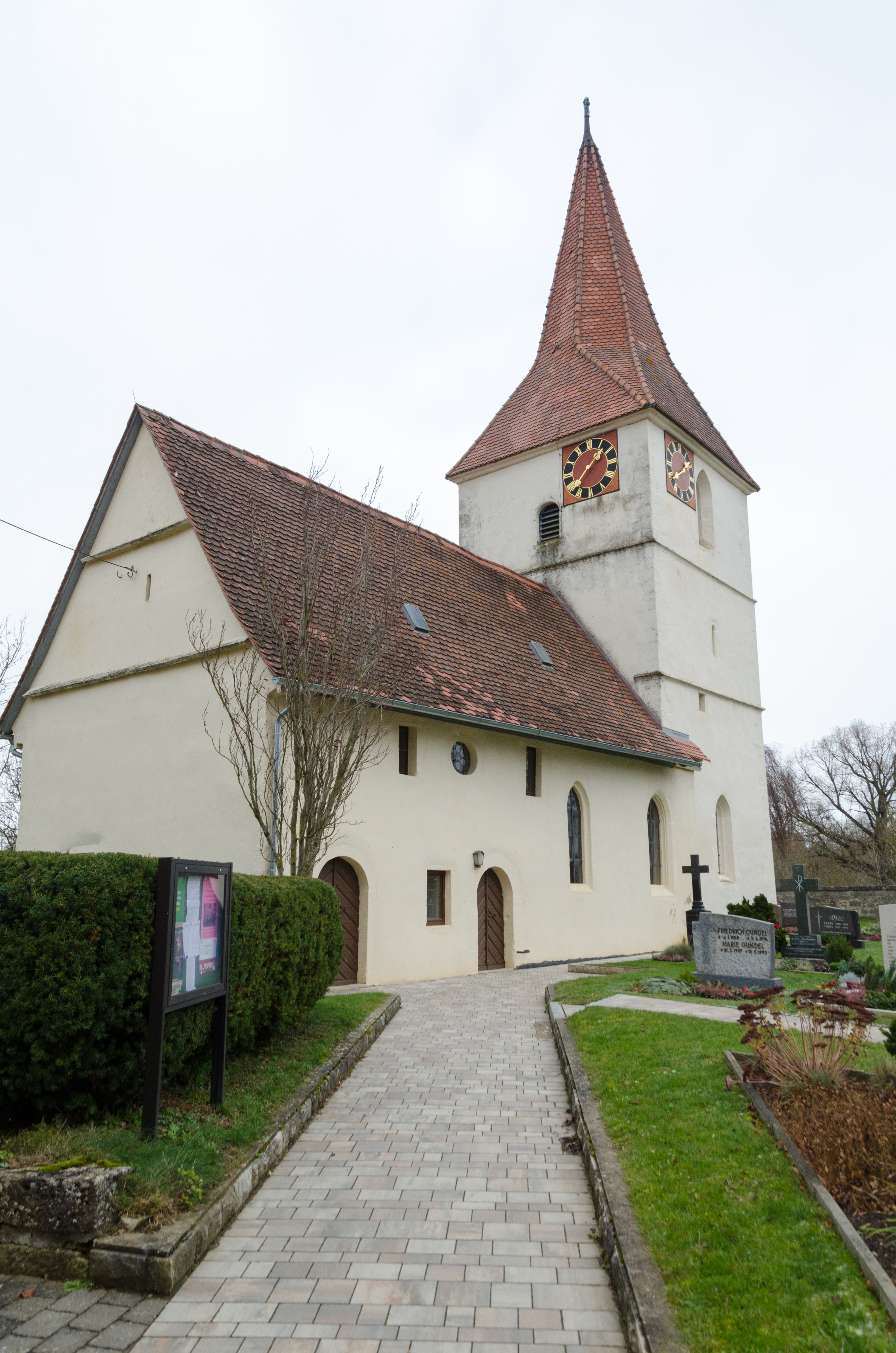
St. Wendel und Hl. Kreuz (Bettenfeld)

Die evangelische Pfarrkirche St. Wendel und Hl. Kreuz ist ein denkmalgeschütztes Kirchengebäude, das in Bettenfeld, einem Gemeindeteil der Großen Kreisstadt Rothenburg ob der Tauber im Landkreis Ansbach (Mittelfranken, Bayern) steht. Das Bauwerk ist unter der Denkmalnummer D-5-71-193-691 als Baudenkmal in die Bayerische Denkmalliste eingetragen. Die Kirche gehört zur Pfarrei Leuzenbronn-Bettenfeld in der Region Mitte des Dekanats Rothenburg ob der Tauber im Kirchenkreis Ansbach-Würzburg der Evangelisch-Lutherischen Kirche in Bayern.

## Beschreibung
Die Saalkirche stammt aus der zweiten Hälfte des 13. Jahrhunderts. Sie wurde 1581, 1612 und im 18. Jahrhundert verändert. An den mit einem achtseitigen, spitzen Helm bedeckten Chorturm im Osten wurde das mit einem Satteldach bedeckte Langhaus angefügt. 
Der Innenraum des Langhauses, der an zwei Seiten Emporen aus dem frühen 17. Jahrhundert hat, ist mit einer Flachdecke überspannt, der des Chors, d. h. des Erdgeschosses des Chorturms, mit einem Kreuzrippengewölbe.

## Ausstattung
Die Orgel mit sechs Registern auf einem Manual und Pedal wurde 1962 von der Firma Walcker erbaut.